# Rio Motatán
O Rio Motatán é um rio sul-americano que banha a Venezuela.